# Drkalka
Drkalka (Oscillatoria) je rod sinic z řádu Oscillatoriales. Jeho zástupci se vyznačují vláknitými stélkami, u nichž buňky přechází jedna v druhou bez výrazných zúžení vlákna. Netvoří heterocyty a dělí se binárně, a to v jedné rovině. Zásobní látkou je sinicový škrob.
Jejich české i latinské jméno je dáno jejich zvláštním drkavým způsobem pohybu, respektive oscilací. Tento pohyb umožňuje vylučování slizu a tenké hladké buněčné stěny (bez dalších přídatných obalů). Svým pohybem dosahuje rychlosti až 11 µm/sec.. Častá symbióza s houbami, výskyt ve vlhké půdě.